# Марианелли, Дарио
Да́рио Мариане́лли (итал. Dario Marianelli; род. 21 июня 1963 года, Пиза, Италия) — итальянский кинокомпозитор, дирижёр, пианист.

## Биография и карьера
Марианелли родился в Пизе, Италия, а игре на фортепиано и сочинительству учился во Флоренции и Лондоне. После года работы аспирантом композитора в Гилдхоллской школе музыки и театра в течение 3 лет он учился в Национальной школе кино и телевидения (NFTS), которую окончил в 1997 году. 
Он писал оркестровую музыку для Квинслендского симфонического оркестра, симфонического оркестра Би-би-си, Лондонского филармонического оркестра, Лондонского симфонического оркестра и оркестра Бриттена-Пирса, а также вокальную музыку для певцов Би-би-си, эпизодическую музыку для Королевской Шекспировской труппы и несколько балетных партитур. 
Он создал саундтреки к фильмам «Братья Гримм» (2005), «Гордость и предубеждение» (2005), «Искупление» (2007) и «Анна Каренина» (2012), за три последних из которых получил номинации на «Оскар» за лучшую музыку, написанную для фильма. В 2008 году Марианелли выиграл «Оскар» и «Золотой глобус» за музыку к фильму «Искупление». 
Марианелли пять раз сотрудничал с режиссёром Джо Райтом: при работе над фильмами «Гордость и предубеждение», «Искупление», «Солист», «Анна Каренина» и «Тёмные времена» с Гари Олдманом в главной роли. 
Музыку Марианелли также можно услышать в таких картинах, как «Эффект колибри», «Семейка монстров», «Эверест», «Кубо. Легенда о самурае» и «Приключения Паддингтона 2». 
В 2018 году Королевский оперный театр поручил Дарио написать музыку к балету «Неизвестный солдат», премьера которого состоялась в Лондоне в ноябре. В этом же году композиции Марианелли звучали в кинотеатрах на сеансах фантастического фильма «Бамблби». 
В 2020 году в российский прокат выйдут сразу два фильма, композитором которых выступил Дарио Марианелли – «Пиноккио» c Роберто Бениньи и «Таинственный сад» c Колином Фёртом. Обе картины основаны на книгах, ставших классикой.

## Избранная фильмография
| Год  | Фильм                     | Награды и номинации |
| ---- | ------------------------- | --- |
| 2005 | Братья Гримм              | |
| 2005 | Гордость и предубеждение  | Номинация на «Оскар» за лучшую музыку к фильму Номинация на премию Европейской киноакадемии                                                         |
| 2006 | Месть                     | |
| 2006 | V — значит вендетта       | |
| 2007 | Искупление                | Премия «Оскар» за лучшую музыку к фильму Премия «Золотой глобус» за лучшую музыку к фильму Номинация на BAFTA за лучшую музыку к фильму             |
| 2007 | Отважная                  | |
| 2007 | Прощай, Бафана            | |
| 2008 | Грибы                     | |
| 2009 | Солист                    | |
| 2009 | Всё путём                 | |
| 2009 | Агора                     | Номинация на премию «Гойя» за лучшую музыку к фильму                                                                                                |
| 2010 | Ешь, молись, люби         | |
| 2011 | Джейн Эйр                 | |
| 2011 | Рыба моей мечты           | |
| 2012 | Анна Каренина             | Номинация на «Оскар» за лучшую музыку к фильму Номинация на BAFTA за лучшую музыку к фильму Номинация на «Золотой глобус» за лучшую музыку к фильму |
| 2012 | Квартет                   | |
| 2013 | Эффект колибри            | |
| 2014 | Третья персона            | |
| 2014 | Семейка монстров          | |
| 2014 | Шальная карта             | |
| 2015 | Эверест                   | |
| 2016 | Али и Нино                | |
| 2016 | Кубо. Легенда о самурае   | |
| 2017 | Тёмные времена            | Номинация на BAFTA за лучшую музыку к фильму |
| 2017 | Приключения Паддингтона 2 | |
| 2018 | Бамблби                   | |
| 2019 | Пиноккио                  | |
| 2020 | Таинственный сад          | |